# Hang Lung Properties
Hang Lung Properties ist ein im Hang Seng Index gelistetes chinesisches Immobilienunternehmen mit Firmensitz in Hongkong, das hauptsächlich gewerbliche Vermögenswerte in Hongkong und China hält. Das Unternehmen wurde 1949 gegründet. Seit 2009 baut das Unternehmen an einem großen Geschäftszentrum, dem Forum 66 in Shenyang.